# Diocese de Zamora (México)
A Diocese de Zamora (em latim: Dioecesis Zamorensis in Mexico) é uma diocese da Igreja Católica localizada no município de Zamora de Hidalgo, no estado de Michoacán, pertencente a Arquidiocese de Morelia no México. Foi fundada em 26 de janeiro de 1863 pelo Papa Pio IX. Com uma população católica de 1.365.000 habitantes, sendo 86,8% da população total, possui 140 paróquias com dados de 2021.

## História
Em 13 de janeiro de 1863 o Papa Pio IX cria a Diocese de Zamora através do território da Diocese de Michoacán. Em 1913 a Diocese de Zamora juntamente com a Arquidiocese de Michoacán perdem território para a formação da Diocese de Tacámbaro. Em 1974 a Diocese de Zamora perde parte do território para a Arquidiocese de Morelia.

## Lista de bispos
A seguir uma lista de bispos desde a criação da diocese em 1863.
|                    | Nome                                 | Período      | Notas                                 |
| Bispos             | Bispos                               | Bispos       | Bispos                                |
| ------------------ | ------------------------------------ | ------------ | ------------------------------------- |
| 11º                | Javier Navarro Rodríguez             | 2007 - atual |                                       |
| 10º                | Carlos Suárez Cázares                | 1994 - 2006  | Nomeado bispo auxiliar de Morelia     |
| 9º                 | José Esaul Robles Jiménez            | 1974 - 1993  | Faleceu no cargo                      |
| 8º                 | Adolfo Hernández Hurtado             | 1970 - 1974  | Nomeado bispo auxiliar de Guadalajara |
| 7º                 | José Salazar López                   | 1967 - 1970  | Nomeado arcebispo de Guadalajara      |
| 6º                 | José Gabriel Anaya y Diez de Bonilla | 1947 - 1967  |                                       |
| 5º                 | Manuel Fulcheri y Pietrasanta        | 1922 - 1946  | Faleceu no cargo                      |
| 4º                 | José Othón Núñez y Zárate            | 1909 - 1922  | Nomeado bispo coadjutor de Antequera  |
| 3º                 | José de Jesús Fernández y Barragán   | 1908 - 1909  |                                       |
| 2º                 | José María Cázares y Martínez        | 1878 - 1908  |                                       |
| 1º                 | José Antonio de la Peña y Navarro    | 1863 - 1877  | Faleceu no cargo                      |
| Bispos coadjutores |                                      |              |                                       |
|                    | Jaime Calderón Calderón              | 2012 - 2018  | Nomeado bispo de Tapachula            |
|                    | José Salazar López                   | 1961 - 1967  |                                       |
|                    | José de Jesús Fernández y Barragán   | 1899 - 1908  |                                       |